# Аквавива-Платани
Аквавива-Платани (итал. Acquaviva Platani) — коммуна в Италии, располагается в регионе Сицилия, в провинции Кальтаниссетта.
Население составляет 1231 человек (2008 г.), плотность населения составляет 88 чел./км². Занимает площадь 14 км². Почтовый индекс — 93010. Телефонный код — 0934.
В коммуне особо почитается святой Крест Господень, празднование в третье воскресение сентября.

## Демография
Динамика населения:

## Администрация коммуны
- Официальный сайт: